# 趙嘉敏
趙 嘉敏（チャオ・ジャーミン、1998年7月22日 - ）は、中国のアイドル。広東省深圳市出身。上海絲芭文化傳媒有限公司所属。女性アイドルグループSNH48のメンバーである。

## 来歴
2012年
- 10月14日、『SNH48オリジナルメンバーオーディション』に合格。

2013年
- 1月12日、一期生お披露目公演「Give Me Power！」[1]。
- 1月14日、「無尽旋転(ヘビーローテーション)ダイジェスト版」では趙嘉敏がセンターポジションで歌っている映像が流れる[2]。
- 4月17日、セレクション合格、正規メンバーとなった[3]。
- 6月8日、来日し、横浜国際総合競技場で『AKB48スーパーフェスティバル 〜日産スタジアム、小(ち)っちぇ!小(ち)っちゃくないし!!〜』と『AKB48 32ndシングル選抜総選挙』開票イベントを見学。前日にはAKB48劇場も見学した[4]。
- 6月13日、デビューシングル「無尽旋転(ヘビーローテーション)」発売、初選抜となった。
- 7月14日、SNH48初の公式的握手イベント「無尽旋転(ヘビーローテーション)」発売記念握手会の2日目が上海小南国花園酒店で行われ、初の写真会とサイン会にも参加した[5]。
- 8月2日、セカンドシングル「飛翔入手(フライングゲット)」では腰の怪我により選抜メンバーから外れる。飛翔入手のミュージックビデオでは同じく怪我で選抜から外れた顧香君と共に一部のみに出演している。
- 8月30日、専用劇場「星夢劇院」オープン。1期生メンバーによる「最終ベルが鳴る（最後的鐘聲響起）」公演で劇場でデビュー[6]。
- 11月11日、SNH48メンバー48名の中から24人のうちの一人としてチームSIIのメンバーに選出された[7]。
- 11月16日、広州国際体育センターで開催された「SNH48広州演唱会」には、10月に足を負傷した為出演が危ぶまれていたが、予定通り出演することができた[8]。
- 11月25日、サードシングル「愛的幸運曲奇(恋するフォーチュンクッキー)」では、デビューシングル以来の選抜復帰を果たす。

2014年
- 7月26日、SNH48第一回選抜総選挙で11079票を獲得し、3位となり、選抜メンバーに選ばれた。

2015年
- 7月25日、SNH48第二回選抜総選挙で、SNH選抜総選挙史上最多となる74393票を獲得して1位となり、9thシングルの「万聖節之夜（ハロウィンナイト）」のセンターに選ばれた。
- 9月13日、SNH48第二回選抜総選挙で、2位の鞠婧禕と3位の李芸彤と共に3人で、ユニット「塞納河組合」（Seine River、セーヌ川）を結成。

2016年
- 7月30日、活動休止が発表される。

## 人物
- 憧れの先輩は、大島優子
- 好きな食べ物は、鶏手羽、レモン、砂糖
- 好きなカラーは、青、黒
- 特技は、ダンス、宙返り
- 性格は、ツンデレ、自虐（ネタ）
- チャームポイントは、可愛いエクボ
- 夢は、人々が幸せになれるようなポジティブなエネルギーを与える人間になる

## SNH48での参加曲

### シングルCD曲
- 無尽旋転
  - 激流之戦
  - 化作桜花樹
- 爱的幸運曲奇
  - 開拓者(Beginner)
  - 風正在吹（風は吹いている）
  - 借口

### 劇場公演ユニット曲
1期生「最終ベルが鳴る」公演
- ごめんね ジュエル

 チームSII 1st Stage「最終ベルが鳴る」公演
- 初恋泥棒

 チームSII 2nd Stage「長い光」公演
- 恋愛禁止条例

## 出演

### ドラマ
- 夢想預備生

### バラエティ番組
- 天天向上（2013年5月16日、湖南衛視）
- 星光現場（2013年5月22日、SMG）
- 炫動漫（不定期出演）

### コンサート
- 祈福雅安，星花為你綻放（2013年5月25日、上海寶鋼大舞臺）
- 這一年，我們一起追的SNH48（2013年11月16日、廣州國際演藝中心）
- SNH48出道一周年紅白対決大型演唱会（2014年1月18日）

### イベント
- 虹口燈光秀（2013年2月24日）
- 上海新娯樂草莓音樂節（2013年4月30日）
- 上海國際機床展（2013年7月3、4日）

## 書籍

### 雑誌
- 桌游志27（2013年3月、表紙）[9]
- 米娜（2013年7月、表紙）[10]
- Cool当代歌壇（2013年10月）
- Cool当代歌壇（2013年11月）
- 桌游志37（2014年1月、表紙）[11]